# تشارلز ويرينغ داروين
تشارلز ويرينغ داروين (بالإنجليزية: Charles Waring Darwin)‏ هو عسكري جنوب أفريقي، ولد في 28 أغسطس 1855، وتوفي في 1 أغسطس 1928.